# Samsung Galaxy Xcover Pro
O Samsung Galaxy Xcover Pro é um smartphone baseado em Android, concebido e fabricado pela Samsung. O dispositivo foi concebido para ser um dispositivo de trabalho, em oposição a um dispositivo celular mais pessoal. Tem um design resistente e robusto que é suposto proteger os componentes internos do dispositivo. O dispositivo não dispõe de capacidades 5G, que são frequentemente encontradas em dispositivos pessoais. O telemóvel foi anunciado e lançado em janeiro de 2020.

## Série Galaxy Xcover
A série Samsung Galaxy Xcover é uma linha de dispositivos destinados a fins profissionais. Inclui telemóveis e tablets com estruturas reforçadas para condições mais adversas. Contêm também caraterísticas comercializadas para utilização empresarial. Estes dispositivos contêm especificações inferiores, não se destinando a utilização pessoal.

## Walmart
Na primavera de 2020, a loja de retalho mundial Walmart fez um acordo com a Samsung para adquirir 740 000 dispositivos Samsung Galaxy Xcover Pro. Este acordo é o maior negócio empresarial móvel da Samsung nos EUA. Estes dispositivos destinavam-se a ser utilizados pelos associados da Walmart nas lojas. Os dispositivos são utilizados para ajudar os associados nas tarefas diárias e também foram escolhidos para substituir a utilização de walkie-talkies e leitores de códigos de barras.